# Wheao (rivière)

La rivière Wheao  (en anglais : Wheao River) est un cours d’eau de la région de Hawke's Bay de l’Île du Nord de la Nouvelle-Zélande.

## Géographie
C’est un affluent supérieur de la rivière  Rangitaiki. Elle s’écoule de façon prédominante vers le nord à travers la forêt  de Kaingaroa pour atteindre la rivière Rangitaiki au sud de la ville de Murupara.